# El Molinillo (Málaga)

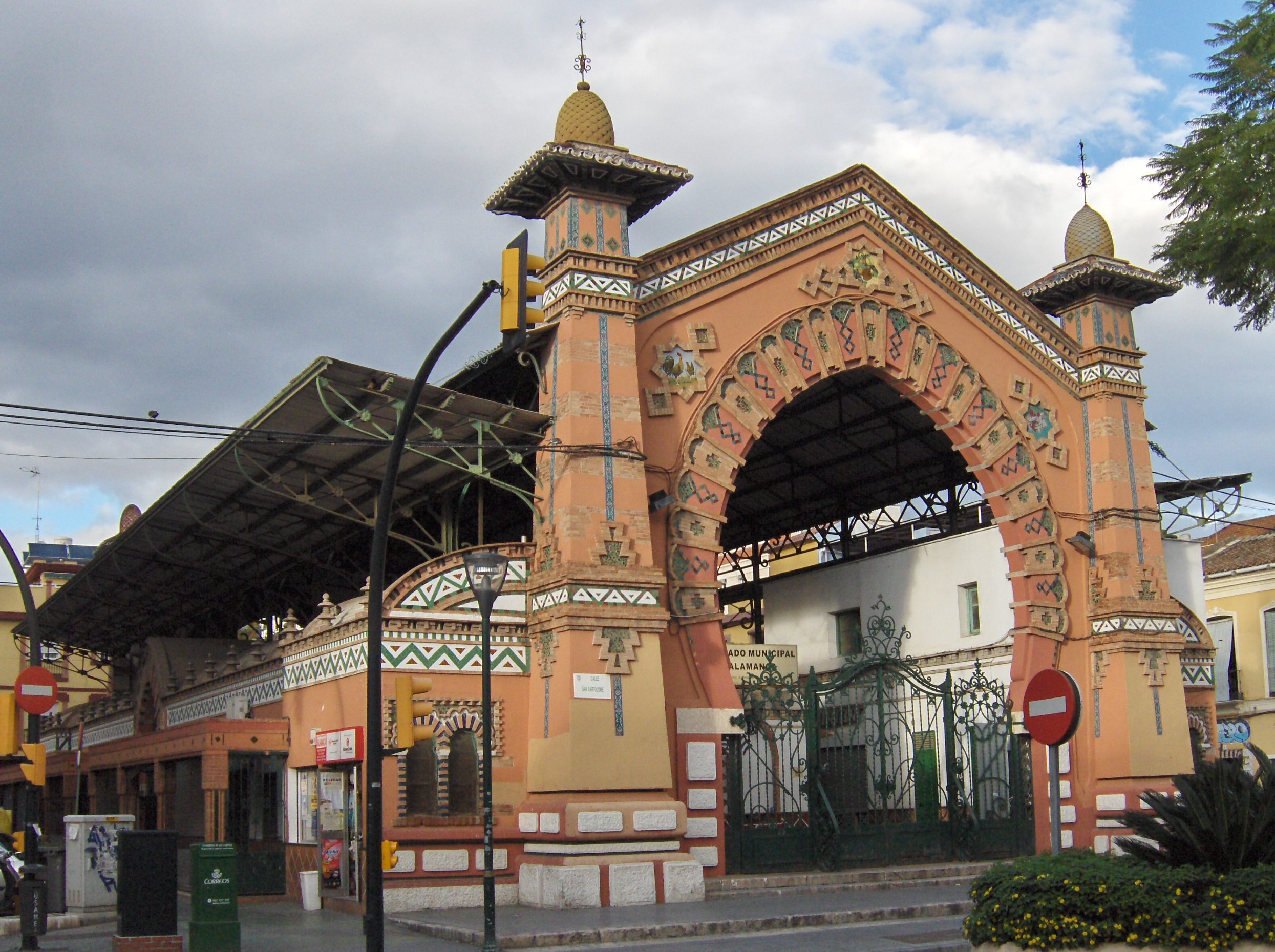
Mercado de Salamanca, obra de Daniel Rubio Sánchez.

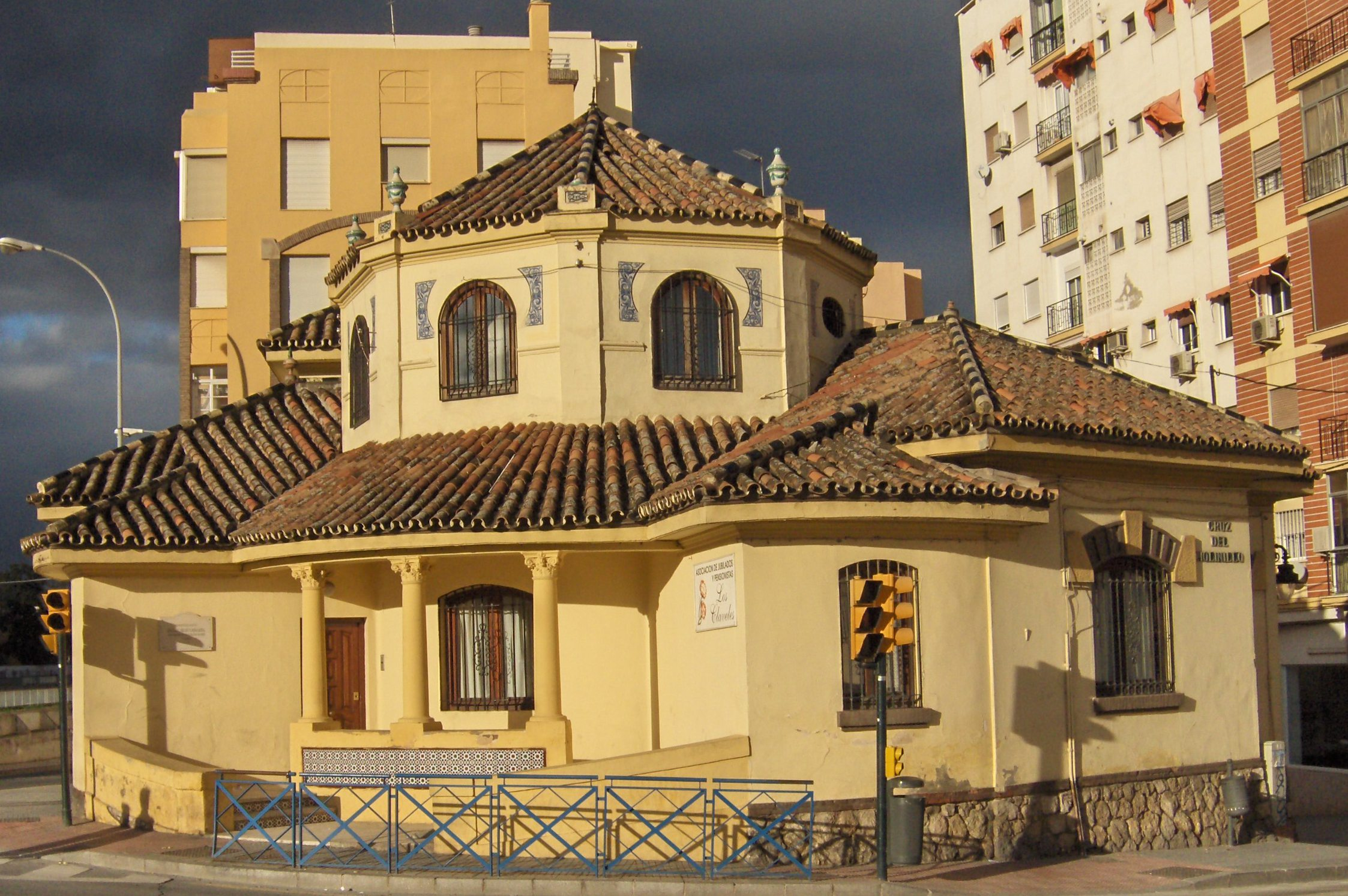
Antigua casa de socorro de El Molinillo, atribuida a Fernando Guerrero Strachan.

El Molinillo es un barrio que pertenece al distrito Centro de Málaga (España). En tiempos pasados fue un barrio popular que excedió las murallas de la ciudad a partir de una expansión de la misma. Antes era un barrio alegre y comercial, a día de hoy ha decaído respecto a eso, y por ello se reclaman inversiones públicas para la mejora del barrio. 
El barrio de El Molinillo limita con los barrios de La Goleta y San Felipe Neri por el sur, con el río Guadalmedina por el oeste, el barrio de Segalerva por el norte y el barrio de Capuchinos por el este.
En El Molinillo se encuentra el Mercado de Salamanca y el Museo Jorge Rando (Fundación Jorge Rando), dedicado al estudio y difusión de la poética expresionista. También se sitúan en este barrio la capilla callejera de Nuestra Señora de la Piedad, el Convento de la Merced, y la iglesia de la Virgen de la Medalla Milagrosa y San Dámaso Papa. 

## Transporte
En autobús queda conectado mediante las siguientes líneas de la EMT: 
| Línea | Trayecto                                             | Recorrido | Frecuencia                              |
| ----- | ---------------------------------------------------- | --------- | --------------------------------------- |
| C1    | Circular 1                                           | Recorrido | 12 minutos                              |
| C2    | Circular 2                                           | Recorrido | 11-12 minutos                           |
| 1     | Parque del Sur - Avda. Europa (San Andrés)           | Recorrido | 8-9 minutos                             |
| 2     | Alameda Principal - Ciudad Jardín (San José)         | Recorrido | 10-11 minutos                           |
| 20    | Los Prados - Alegría de la Huerta                    | Recorrido | 15 minutos                              |
| 30    | Alameda Principal - Mangas Verdes                    | Recorrido | 45-50 minutos                           |
| 36    | Alameda de Colón - Conde de Ureña (Centro Histórico) | Recorrido | 60 minutos                              |
| 61    | Alameda Principal - Jardín Botánico La Concepción    | Recorrido | 60 minutos (Fines de Semana y festivos) |

## Vecinos ilustres
- Cojo de Málaga, cantaor.
- Diego el Bollero, murguista.
- Antonio de Canillas, cantaor.